# Distretto di Hisarcık
Il distretto di Hisarcık (in turco Hisarcık ilçesi) è uno dei distretti della provincia di Kütahya, in Turchia.